# 紅果蝠屬
紅果蝠屬（学名：Stenoderma），哺乳綱、翼手目、葉口蝠科的一屬，而與紅果蝠屬（紅果蝠）同科的動物尚有黃肩蝠屬（黃肩蝠）、築帳蝠屬（築帳蝠）、南美毬果蝠屬（南美毬果蝠）、尾翼果蝠屬（尾翼果蝠）等之數種哺乳動物。

## 下属物种
本属包括以下物种：
- 紅果蝠 Stenoderma rufum Desmarest, 1820